# جيمم غراممي
جيمم غراممي (تايلاندية: จีเอ็มเอ็ม แกรมมี่) هي شركة تسجيلات مستقلة وكالة مواهب وإنتاج ونشر من تايلاند أسسها فايبين ضامرىنكجايتام.